# Das Totenhemdchen

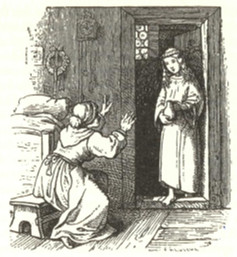
Das Tränenkrüglein. Holzschnitt, Ludwig Richter

Das Totenhemdchen ist ein Märchen (ATU 769). Es steht in den Kinder- und Hausmärchen der Brüder Grimm an Stelle 109 (KHM 109). Dort schrieb sich der Titel Das Todtenhemdchen. Ludwig Bechstein übernahm es in sein Deutsches Märchenbuch als Das Tränenkrüglein (1845 Nr. 27, 1853 Nr. 26).

## Inhalt
Eine Mutter hat ein Büblein, das sie sehr liebt. Mit sieben Jahren stirbt das Kind. Die Mutter weint sehr viel und das Kind erscheint nachts und weint mit ihr. Schließlich erscheint es seiner Mutter nachts in seinem weißen Totenhemdchen und sagt, die Mutter müsse doch aufhören zu weinen, damit sein Totenhemdchen trocken wird. Die Mutter findet sich mit ihrem Schmerz ab, und das Kind findet Ruhe.

## Herkunft

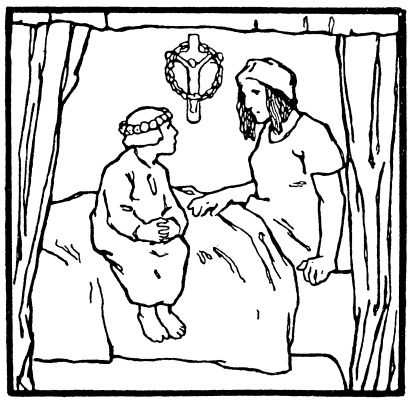
Illustration von Otto Ubbelohde, 1909

Grimms Anmerkung notiert „Aus Bayern“ (vielleicht über Ferdinand Philipp Grimm) und vergleicht: Meinert 1, 13; Edda zweites Helgelied Str. 44; ein dänisches Volkslied von Ritter Age und Jungfrau Else; Müllenhoff „S. 144 zwei Sagen, eine aus Helmold 1, 78“; Knapps Christoterpe (1835) „S. 278“; Wackernagel in Altdeutsche Blätter Nr. 174 f. und Anm. S. 197. In Grimms Nachlass fand sich eine Variante, in der das Kind Beinchen aus Gold und Diamant hat und erst Ruhe findet, als man sie ihm wieder ins Grab gibt. Vergleiche auch KHM 117 Das eigensinnige Kind und KHM 154 Der gestohlene Heller. Hans-Jörg Uther zufolge erinnert Grimms Fassung an Johann Geiler von Kaysersbergs Exemplum im Trostspiegel, den die Brüder Grimm auch besaßen, und der die Tröstungsgeschichte wiederum aus Thomas Cantipratanus’ Bonum universale de apibus übernahm. Das nasse Gewand erscheint erstmals in Helmold von Bosaus Chronica Slavorum (1,79; 12. Jh.). In neueren Stücken ist es oft ein Tränenkrüglein, wie man sie auch in Gräbern fand.

## Bechstein
In Bechsteins Tränenkrüglein schickt Gott „eine große Krankheit, die wütete unter den Kindern und erfaßte auch jenes Kind“. Als die Mutter nach dem Tod drei Tage geweint hat, zeigt das Kind ihr das volle Gefäß, in das der Engel der Trauer die Tränen gesammelt hat. Laut Hans-Jörg Uther gibt es den Stoff schon in der Antike, doch folgt Bechstein wohl Grimms Fassung. Lesebücher bevorzugen die von Bechstein. Das Zeitmaß von drei Tagen scheint biblisch beeinflusst (Mt 12,40 , Mk 8,31 ).

## Motivgeschichte
In einer Monographie von Maria Christa Maennersdoerfer über den Erzähltyp, dem die Erzählforschung in Anlehnung an Bechstein den Namen Tränenkrüglein gegeben hat, ist der älteste Beleg, eine syrische Erzählung des 9. Jahrhunderts n. Chr., erstmals von Peter Nagel aus dem Syrischen ins Deutsche übersetzt worden. Obwohl die Dokumente der syrischen Codices in der British Library und der Bibliothèque nationale de France vorhanden sind, ist die deutsche Sprache erste Übersetzungssprache.
Maria Christa Maennersdoerfer vermutet als Quelle für Grimms Fassung den Münchner Arzt Johann Nepomuk von Ringseis, der die Geschichte therapeutisch einsetzte, evtl. auch Ferdinand Grimm, und für Bechsteins Tränenkrüglein Friedrich Christian Becks gleichnamiges, streckenweise wortgleiches Gedicht. Das klarere Bild des Krügleins bedingte wohl dessen breitere Nachwirkung auch in Lesebüchern bis ins frühe 20. Jahrhundert. Zur Verschiebung vom Requisit des tränenschweren Gewandes auf die leichter verständliche Vorstellung vom Tränenkrüglein kam es, vielleicht beeinflusst von Ps 56,9  („Gott, sammle meine Tränen in deinen Krug; ohne Zweifel, du zählst sie.“) im 17. Jahrhundert, als auch Laien das Predigtexempel für Trauergottesdienste und für Veröffentlichungen nutzten. Die Vorstellung, dass Trauer zu stark sein kann, gibt es weltweit. Vorliegender Erzähltyp ATU 769 entstammt christlichem Auferstehungsglauben (1 Thess 4,13 ), der älteste Beleg syrischen Christen im 9. Jahrhundert. Nach dem christlichen Nahen Osten sind Varianten in West-, Süd- und Osteuropa belegt. Frühe Belege für Europa sind Thomas Cantipratanus’ Bonum universale de apibus (2,53,17; ca. 1270), Jean Gersons Consolation sur la mort des amis (1403), Johann Geiler von Kaysersbergs Trostspiegel (1503), ein Kondolenzbrief Antoine de La Sales 1457/58 an Madame de Fresne. Prediger konnten das Exemplum ab 1481 im Speculum exemplorum nachlesen. Johann Wilhelm Wolf publizierte es 1845 nach Cantipranus als Mutterthränen. Wilhelm Busch schuf die Bildergeschichte Das todte Gretchen (1880, veröffentlicht 1938).

## Deutung
Die Literatur fasst den Stoff als Trostgeschichte auf. Hedwig von Beit vergleicht ein russisches Märchen Die Mutter und der tote Sohn, laut dem Mutterschmerz den Sohn belaste, eine Mutter aber ruhe sanft, wenn die Kinder sie beweinen. Der Homöopath Martin Bomhardt vergleicht das Arzneimittel Causticum.

## Film
Das Märchen inspirierte Christian Petzold zu dem Film Gespenster (2005).